# Uppaluri Gopali Krishnamurti
Uppaluri Gopali Krishnamurti, född 9 juli 1918, död 22 mars 2007, var en indisk filosof. Han uppfostrades av sin morfar, en välbärgad brahmin med koppling till Teosofiska Samfundet. Liksom den mer kända Jiddu Krishnamurti som han tidvis senare hade täta kontakter med avsågs även han i unga år av Teosofiska Samfundet att lanseras som "Världslärare".
Hans filosofiska resonemang präglades av stor skeptisism mot religiösa och filosofiska teser.
U.G. Krishnamurti föredrog att kalla sig "antiguru" och såg sig inte som lärare eller ledare för någon slags rörelse.